# Carlo Carcano
Carlo Carcano (26. února 1891 Varese, Italské království – 23. června 1965 Sanremo, Itálie) byl italský fotbalista a trenér.
Spolu s Pozzem, dalším skvělým trenérem byl zastáncem taktického rozestavení 2-3-2-3. Jako trenér vedl Juventus ve slavném období čtyř vítězství v řadě - čímž stanovil tehdejší rekord pro trenéra, který byl překonán až o 75 let později Allegrim. Připojil se k trenéru Pozzovi u reprezentace Itálie na MS 1934.
V prosinci 1934 byl náhle propuštěn z klubu Bianconeri z osobních důvodů, ve skutečnosti byli zvěsti o údajné homosexualitě trenéra. To bylo v době kdy vládla v Itálii fašisté. Deset let zůstal na okraji fotbalového světa.
Po válce se připojil k Interu. Od roku 1950 se připojoval některým týmům jako asistent trenéra anebo jako technický ředitel. V roce 1950 byl spolu se spolujezdcem zraněn při autonehodě. Zemřel v roce 1965 ve věku 74 let v nemocnici v Sanremu na následky vážné nemoci, která ho postihla o měsíc dříve, během plavání v moři.
Za tyto sportovní zásluhy byl v roce 2014 uveden do Síně slávy italského fotbalu. 

## Hráčská statistika
| Sezóna  | Klub         | Liga         | Liga   | Liga | Ligové poháry | Ligové poháry | Ligové poháry | Kontinentální poháry | Kontinentální poháry | Kontinentální poháry | Celkem | Celkem |
| Sezóna  | Klub         | Soutěž       | Zápasy | Góly | Soutěž        | Zápasy        | Góly          | Soutěž               | Zápasy               | Góly                 | Zápasy | Góly   |
| ------- | ------------ | ------------ | ------ | ---- | ------------- | ------------- | ------------- | -------------------- | -------------------- | -------------------- | ------ | ------ |
| 1913/14 | Alessandria  | 1. Kategorie | 15     | 6    | -             | 0             | 0             | -                    | 0                    | 0                    | 15     | 6      |
| 1914/15 | Alessandria  | 1. Kategorie | 13     | 1    | -             | 0             | 0             | -                    | 0                    | 0                    | 13     | 1      |
| 1919/20 | Alessandria  | 1. Kategorie | 20     | 2    | -             | 0             | 0             | -                    | 0                    | 0                    | 20     | 2      |
| 1919/21 | Alessandria  | 1. Kategorie | 15     | 1    | -             | 0             | 0             | -                    | 0                    | 0                    | 15     | 1      |
| 1921/22 | Alessandria  | 1. Divize    | 19     | 5    | -             | 0             | 0             | -                    | 0                    | 0                    | 19     | 5      |
| 1922/23 | Alessandria  | 1. Divize    | 22     | 3    | -             | 0             | 0             | -                    | 0                    | 0                    | 22     | 3      |
| 1923/24 | Alessandria  | 1. Divize    | 4      | 0    | -             | 0             | 0             | -                    | 0                    | 0                    | 4      | 0      |
| 1925/26 | Inter-Naples | 1. Divize    | 8      | 0    | -             | 0             | 0             | -                    | 0                    | 0                    | 8      | 0      |
| Celkově | Celkově      | Celkově      | 116    | 18   | -             | 0             | 0             | -                    | 0                    | 0                    | 116    | 18     |

## Trenérská statistika

### Klubová
| Sezóna  | Klub         | Liga      | Liga   | Liga  | Liga   | Liga   | Liga                             | Ligové poháry | Ligové poháry | Ligové poháry | Ligové poháry | Ligové poháry | Ligové poháry | Kontinentální poháry | Kontinentální poháry | Kontinentální poháry | Kontinentální poháry | Kontinentální poháry | Kontinentální poháry | Celkem | Celkem | Celkem | Celkem |
| Sezóna  | Klub         | Soutěž    | Zápasy | Výhry | Remízy | Prohry | Umístění                         | Soutěž        | Zápasy        | Výhry         | Remízy        | Prohry        | Úspěch        | Soutěž               | Zápasy               | Výhry                | Remízy               | Prohry               | Úspěch               | Zápasy | Výhry  | Remízy | Prohry |
| ------- | ------------ | --------- | ------ | ----- | ------ | ------ | -------------------------------- | ------------- | ------------- | ------------- | ------------- | ------------- | ------------- | -------------------- | -------------------- | -------------------- | -------------------- | -------------------- | -------------------- | ------ | ------ | ------ | ------ |
| 1924/25 | Valenzana    | 2. Divize | 18     | 11    | 4      | 3      | 2. místo (A)                     | -             | 0             | 0             | 0             | 0             | -             | -                    | 0                    | 0                    | 0                    | 0                    | -                    | 18     | 11     | 4      | 3      |
| 1925/26 | Inter-Naples | 1. divize | 18     | 12    | 5      | 1      | Finále Lega Sud                  | -             | 0             | 0             | 0             | 0             | -             | -                    | 0                    | 0                    | 0                    | 0                    | -                    | 18     | 12     | 5      | 1      |
| 1926/27 | Alessandria  | 1. divize | 18     | 9     | 3      | 6      | 4. místo (B)                     | IP            | 1             | 1             | 0             | 0             | -             | -                    | 0                    | 0                    | 0                    | 0                    | -                    | 19     | 10     | 3      | 6      |
| 1927/28 | Alessandria  | 1. divize | 34     | 18    | 8      | 8      | Bronzová medaile                 | -             | 0             | 0             | 0             | 0             | -             | -                    | 0                    | 0                    | 0                    | 0                    | -                    | 34     | 18     | 8      | 8      |
| 1928/29 | Alessandria  | 1. divize | 30     | 16    | 8      | 6      | 4. místo (A)                     | -             | 0             | 0             | 0             | 0             | -             | -                    | 0                    | 0                    | 0                    | 0                    | -                    | 30     | 16     | 8      | 6      |
| 1929/30 | Alessandria  | Serie A   | 34     | 14    | 8      | 12     | 8. místo                         | -             | 0             | 0             | 0             | 0             | -             | -                    | 0                    | 0                    | 0                    | 0                    | -                    | 34     | 14     | 8      | 12     |
| 1930/31 | Juventus     | Serie A   | 34     | 25    | 5      | 4      |                                  | -             | 0             | 0             | 0             | 0             | -             | Stř.P                | 3                    | 1                    | 0                    | 2                    | -                    | 37     | 26     | 5      | 6      |
| 1931/32 | Juventus     | Serie A   | 34     | 24    | 6      | 4      |                                  | -             | 0             | 0             | 0             | 0             | -             | Stř.P                | 4                    | 2                    | 1                    | 1                    | Semifinále           | 38     | 26     | 7      | 5      |
| 1932/33 | Juventus     | Serie A   | 34     | 25    | 4      | 5      |                                  | -             | 0             | 0             | 0             | 0             | -             | Stř.P                | 4                    | 2                    | 1                    | 1                    | Semifinále           | 38     | 27     | 5      | 6      |
| 1933/34 | Juventus     | Serie A   | 34     | 23    | 7      | 4      |                                  | -             | 0             | 0             | 0             | 0             | -             | Stř.P                | 6                    | 4                    | 1                    | 1                    | Semifinále           | 40     | 27     | 8      | 5      |
| 1934    | Juventus     | Serie A   | 8      | 5     | 2      | 1      | propuštěn v pro.                 | -             | 0             | 0             | 0             | 0             | -             | -                    | 0                    | 0                    | 0                    | 0                    | -                    | 8      | 5      | 2      | 1      |
| 1941/42 | Sanremese    | Serie C   | 30     | 12    | 9      | 9      | 8. místo (D)                     | -             | 0             | 0             | 0             | 0             | -             | -                    | 0                    | 0                    | 0                    | 0                    | -                    | 30     | 12     | 9      | 9      |
| 1945/46 | Inter        | Serie A   | 40     | 23    | 7      | 10     | 4. místo                         | -             | 0             | 0             | 0             | 0             | -             | -                    | 0                    | 0                    | 0                    | 0                    | -                    | 40     | 23     | 7      | 10     |
| 1946    | Inter        | Serie A   | 15     | 2     | 6      | 7      | propuštěn v led.                 | -             | 0             | 0             | 0             | 0             | -             | -                    | 0                    | 0                    | 0                    | 0                    | -                    | 15     | 2      | 6      | 7      |
| 1948    | Inter        | Serie A   | 8      | 1     | 2      | 5      | nastoupil v bře. a odešel v kvě. | -             | 0             | 0             | 0             | 0             | -             | -                    | 0                    | 0                    | 0                    | 0                    | -                    | 8      | 1      | 2      | 5      |
| 1948/49 | Atalanta     | Serie A   | 10     | 5     | 3      | 2      | 16. místo                        | -             | 0             | 0             | 0             | 0             | -             | -                    | 0                    | 0                    | 0                    | 0                    | -                    | 10     | 5      | 3      | 2      |
| Celkově | Celkově      | Celkově   | 399    | 225   | 87     | 87     | -                                | -             | 1             | 1             | 0             | 0             | -             | -                    | 17                   | 9                    | 3                    | 5                    | -                    | 417    | 235    | 90     | 92     |

### Reprezentační
| 1928–1929        | Itálie           | Mezinárodní pohár 1927–1930 | -                | 3 | 2 | 0 | 1 |
| 1928–1929        | Itálie           | přátelské utkání            | -                | 3 | 1 | 1 | 1 |
| Celkem za Itálii | Celkem za Itálii | Celkem za Itálii            | Celkem za Itálii | 6 | 3 | 1 | 2 |

## Trenérské úspěchy

### Klubové
- 4× vítěz italské ligy (1930/31, 1931/32, 1932/33, 1933/34)

### Reprezentační
- 1× na Mezinárodním poháru (1927–1930)

### Individuální
- 2014 uveden do Síně slávy italského fotbalu